# Christoffer Dybvad
Christoffer Dybvad (o. 1578–1622) var en dansk matematiker, søn af dr. Jørgen Dybvad, var født i København 1577 eller 1578 og blev student i en meget ung alder, da han allerede 1594 og følgende år findes anført som respondens ved faderens disputatser.

## Udlandsrejser
Tidlig betrådte han også forfatterbanen, og 1599 drog han
udenlands, støttet af det kongelige rejsestipendium for en mediciner. På denne rejse erhvervede han omkring 1601 doktorgraden i Caen i Normandiet, ligesom han en tid lang studerede i Leiden, hvor han 1602
på dansk udgav sit første matematiske skrift,
«Decarithmia»
, der er mærkeligt ved de forsøg,
det indeholder på at erstatte de sædvanlige græske kunstord i matematikken med tilsvarende danske ord.

## Jobsøgning i Danmark
Det var hans ønske at finde ansættelse
ved Københavns Universitet; men skønt han tit nok
søgte derom, ville det dog aldrig lykkes, da noget af
den uvilje, der næredes mod faderen, også synes at
have ramt sønnen, hvis karakter heller ikke var af de
tiltalende. Indtil videre blev han derfor i Holland,
hvor han udgav flere for deres tid vistnok værdifulde
matematiske skrifter. 

Opholdet i Holland
synes at have haft blivende indflydelse på hans
politiske og religiøse anskuelser. Det nøje kendskab
til Nederlandenes ejendommelige politiske forhold
måtte åbne hans øjne for manglerne ved Danmarks
udpræget aristokratiske forfatning; og i religiøs
henseende blev han stærkt påvirket af arminianismen,
en rationalistisk retning inden for den Reformerte kirke,
der blev herskende ved universitetet i Leiden
netop i de år, da han studerede her.
Efter syv års ophold i udlandet kom Dybvad hjem 1606 og
søgte nu ved udgivelsen af et matematisk skrift,
som han tilegnede universitetets professorer, at
vinde deres gunst; men da hans forsøg på at opnå
en ansættelse atter var mislykket, drog han efter
faderens afsættelse på ny ud og færdedes nu igen
en række år i udlandet, især i Frankrig og Italien.
Ligesom han i Holland var blevet påvirket i retninger,
der stod i strid med de bestående forhold i hans
fædreland, således blev også opholdet særlig i
Frankrig skæbnesvangert for ham, ikke blot fordi han
gjorde fortroligere bekendtskab med de løse franske
sæder, men også fordi han tilegnede sig de politiske
grundsætninger om den enevældige kongemagts betydning,
der af den tids fremskridtsmænd betragtedes som den
bedste lægedom mod de sociale brøst, fejl og mangler.

## 1612: Hjemme igen
Henimod slutningen af året 1612 synes Dybvad atter at
være kommen hjem. Skønt rygtet om hans lærdom gik
forud for ham, måtte han dog for fjerde gang forgæves
ansøge om en akademisk lærerplads.
Under disse forhold groede der i hans i forvejen vistnok irritable
sind en bitterhed op, der bragte ham til omkring 1615
at forfatte en række til kongen stilede «politiske
Observationer», der i de stærkeste udtryk angreb den
i Danmark bestående forfatning og anbefale indførelse
af arvelig kongemagt og enevælde. Vi ved ikke, om
dette mærkelige skriftstykke – hvori mange af de i
Christian 4.'s tid trufne regeringsforanstaltninger
på det skarpeste dadles, men under den form, at
skylden tillægges kongens rådgivere – virkelig er
kommet kongen i hænde; men endelig opnåede Dybvad 1618
at blive udnævnt til Kongelig Mathematicus, idet han
som løn aflagdes med et kanonikat i Lund.

## Kongelig Mathematicus og horoskopstiller
Som kongelig mathematicus havde Dybvad den opgave at
stille nativiteter, horoskoper, og udføre andre derhen hørende
kunster og beregninger, der for en videnskabsmand
måtte have lidet tilfredsstillende ved sig, da
de mere klarsynede havde begyndt at få øjnene
op for, at slige beregninger og forudsigelser
kun var videnskabelig humbug. 

Misfornøjelse med
stillingen i forbindelse med bitre erindringer om
tidligere tilsidesættelser og nye stridigheder, hvori
Dybvad indvikledes med kapitlet i Lund, bragte atter hans
heftige sind i kog.

## 1619: Bergen
I november 1619 rejste han til Bergen,
uvist i hvilken anledning. Her henledte han snart
opmærksomheden på sig ved sine dristige ytringer om
forskellige statssager. 

Især gik han løs på adelen
og udtalte det som sin bestemte forventning, at inden
få år skulle dens magt være forbi og kongen være
i besiddelse af de syv majestætsrettigheder, som
den franske forfatter Jean Bodin 
omtaler. Der behøvedes
kun en passende åreladning – et par læster blod –,
for at adelsvældet skulle være knækket. Tillige lod
han antydninger falde om, at han allerede havde givet
kongen ideen til, hvorledes han skulle gribe sagen an,
og han pralede af at have udkastet
planen til vigtige foranstaltninger, som
kongen for nylig havde begyndt at sætte i værk,
såsom oprettelsen af Holmens faste stok og det
ostindiske kompagni. I selskaber, hvortil han som
anset videnskabsmand blev indbudt, hos biskoppen i Bergen, dr. Niels Paaske, 
og hos lensmanden, Knud Gyldenstjerne

, lod han sin tunge frit løb og udtalte i
manges påhør sine ønsker og forventninger med hensyn
til en omvæltning i den bestående statsforfatning.

## 1620 Undersøgelser mod Dybvad
Da disse hans ytringer kom regeringen for øre, udgik
der i marts 1620 kongelige befaling til den ovennævnte
lensmand om at anstille undersøgelser om «alle
Haande sælsomme ord og letfærdig Tale om disse
Landes Regering og Højhed», som Dybvad sagdes at have
ladet falde. 

Han var imidlertid selv draget ned til
Danmark uden at ane nogen fare. Men da de i Bergen
optagne vidnesbyrd indløb, blev han underkastet
et forhør af kansler Christian Friis til Kragerup og
to medlemmer af rigsrådet, hvilket førte til
hans anholdelse. 

Samtidig blev der lagt beslag på
hans papirer, blandt hvilke der fandtes adskilligt
af graverende art, særlig en del notitser, kaldet
«Joci aulici», hof-vitser, der selv for et velvilligt øje
måtte tage sig ud som kåd spot over den kristne
religion og en uren fantasis leg med det obskøne.

## Proces og dom 1620
Universitetets rektor og professorer fik nu befaling til at dømme i Dybvads sag, idet den kongelige sekretær Axel Arenfeldt optrådte som aktor imod ham. Dommen, der faldt 22. december 1620, gik ud på,

«at efterdi Dybvad befindes at have grovelig forgrebet sig imod Gud,
imod den kristelige Religion og Kirkeceremonier,
imod kongelig Majestæt, imod Riget, Rigens Raad, endog
imod den døde (Kansler), imod menige Adelskab og
andre Rigens Stænder, da bør han være berøvet alle
akademiske Privilegier og Værdigheder og med Vanære
udstødes af vor Orden, i det han for øvrigt overgives
til kongelig Majestæts, som en kristelig Ørigheds, Naade og Unaade».

At flere af Dybvads politiske projekter i og for sig var meget vel grundede og forstandige, kom ham ikke til gode, da hele vægten blev lagt på det formentlig revolutionære i hans færd. Efter nogen
tids betænkning bestemte regeringen da hans straf til livsvarigt fængsel, og 27. januar 1621 førtes Dybvad fra Blåtårn til Kalundborg Slot, hvor han indesluttedes
i det bekendte tårn «Folen». Her døde han 1622 efter henved to års fangeliv.
En morgen, da fangevogteren kom ind i hans kammer, fandt han ham liggende livløs i sengen, omkommen, som man antog, ved en kulilteforgiftning, som var opstået derved, at han af uforsigtighed om aftenen, da han slukkede lyset, havde henkastet den endnu brændende tande, og at denne var faldet i en revne mellem stenfliserne og havde antændt noget trækul, som man i gamle dage havde brugt til at fylde hvælvingen under kammeret med.
Foruden flere trykte skrifter efterlod Dybvad adskillige i håndskrift, deriblandt et vistnok nu tabt værk «De mensuris et ponderibus, tam medicis quam civilibus», der ifølge dr. Thomas Bartholins dom var affattet med utrolig flid og lærdom og med en høj grad af matematisk nøjagtighed, hvorfor broderen dr. Rasmus Bartholin havde til hensigt at udgive det, noget, der dog ikke er sket. Dybvad var ugift.
Danske Magasin 4. R. II, 211 ff. V, 40 ff.
H.F. Rørdam, 1830–1906, teolog og kirkehistoriker